# Adam F
Adam F, pseudonimo di Adam Fenton (Liverpool, 2 agosto 1972), è un produttore discografico, disc jockey e compositore britannico.
È il cofondatore dell'etichetta discografica indipendente Breakbeat Kaos assieme a DJ Fresh e co-proprietario del sito dedicato al genere drum and bass Dogs on Acid.

## Carriera
Adam F guadagnò un immediato successo con i suoi singoli, le cui vendite gli fecero aggiudicare numerosi dischi d'oro e di platino, a partire dal vinile 12" techstep Metropolis/Mother Earth, distribuito nel 1996 dall'etichetta discografica Metalheadz, a cui seguirono F-Jam e Circles (quest'ultimo entrò anche nella Top 20 della UK Singles Chart). Nel 1998 vinse il premio MOBO come miglior album dell'anno, grazie al suo debutto Colours. Nel 2001, trovò un certo successo anche nell'ambiente dell'hip hop, soprattutto grazie alla sua seconda opera, KAOS – The Anti-Acoustic Warfare, che vide la partecipazione di artisti quali LL Cool J, Redman e i De La Soul. L'anno successivo compose la colonna sonora del film Ali G, diretto da Mark Mylod e scritto e interpretato da Sacha Baron Cohen.
All'inizio del 2007, sotto la guida della talent manager di Hollywood Stacey Castro, Fenton entrò nel mondo della recitazione e venne scelto per un piccolo ruolo nei thriller  The Heavy (di Marcus Warren con Vinnie Jones, Gary Stretch, Shannyn Sossamon e Christopher Lee.) e  Cuckoo (girato da Richard Bracewell con Richard E. Grant e Laura Fraser).
Nel 2009 ritornò a far musica, realizzando con Horx il remix del singolo dei The Prodigy Take Me to the Hospital, estratto dal loro primo album Invaders Must Die. La collaborazione tra i due proseguì con la produzione della canzone Shut The Lights Off con Redman. L'anno dopo Adam F e DJ Fresh si unirono sotto il nome di WTF?!, creando un singolo basandosi su Hip Hop dei Dead Prez. Negli ultimi tempi Fenton remixò svariati artisti, tra cui David Guetta, Rihanna, Afrojack, Missy Elliott, Sander van Doorn e Scrufizzer.
Collaborò con Sonic C per In The Air, singolo pubblicato tramite download gratuito e supportato da Annie Mac, MistaJam, Zinc, A-Trak e Zeds Dead. A questo seguì nel 2012 When The Rain Is Gone, la sua prima uscita distribuita sotto il suo solo nome dal 2005.
Poco tempo dopo venne prodotto il suo primo EP Elements dalla Breakbeat Kaos, composto dalla title track, dai due precedenti brani e da It's Bigger Than Hip Hop UK e i remix di Take Over Control di Afrojack Nothing Inside di Sander van Doorn.
Sempre nel 2012 fece See You Again, altra collaborazione con DJ Fresh con la partecipazione di Michael Warren e che venne inserita nell'album del disc jockey Nextlevelism. Tra il 2013 e il 2016, realizzò con Doctor P e Method Man The Pit, con DJ Fresh Believer, con Kokiri e Rae Harmony.

## Discografia

### Album
- 1997 - Colours
- 2001 - KAOS – The Anti-Acoustic Warfare
- 2002 - KAOS – Drum and Bass Warfare

### Singoli ed EP
- 1995 - Circles [Section 5]
- 1996 - Aromatherapy [Section 5]
- 1996 - Metropolis / Mother Earth [Metalheadz]
- 1997 - F-Jam (ft. MC Conrad) [F-Jams] – UK No. 122
- 1997 - Circles [F-Jams] – UK No. 20
- 1998 - Music in My Mind [F-Jams] – UK No. 27
- 2001 - Stand Clear (ft. M.O.P.) [EMI] – UK No. 43
- 2002 - Where's My..? (ft. Lil' Mo) [EMI] – UK No. 37
- 2002 - Metrosound (ft. J Majik) [Kaos] – UK No. 54
- 2002 - Stand Clear (Remixes) (ft. M.O.P.) [Kaos] – UK No. 50
- 2002 - Smash Sumthin (ft. Redman) [Kaos] – UK No. 11
- 2002 - Dirty Harry's Revenge (ft. Beenie Man) [Kaos] – UK No. 50
- 2005 - Eightball / Original Junglesound [Breakbeat Kaos] – UK No. 93
- 2009 - Shut The Lights Off! (ft. Horx featuring Redman) [Breakbeat Kaos]
- 2012 - When the Rain Is Gone [3Beat]
- 2012 - Elements [Breakbeat Kaos]
- 2013 - The Pit (ft. Doctor P e Method Man) [Circus]
- 2015 - Believer (ft. DJ Fresh) [Ministry of Sound] – UK No. 58
- 2016 - Harmony (ft. Kokiri e Rae) [Sony Music Entertainment]

### Collaborazioni
- 2005 - When the Sun Goes Down (ft. DJ Fresh) - UK No. 69
- 2012 - See You Again (ft. DJ Fresh e Michael Warren)